# Bartolomeo Campagnoli
Pour les articles homonymes, voir Campagnoli.
Bartolomeo Campagnoli (né le 10 septembre 1751 à Cento di Ferrara et mort le 6 novembre 1827  à Neustrelitz) est un violoniste et compositeur de la seconde moitié du XVIIIe et du début du XIXe siècle.

## Biographie
Virtuose du violon, élève de Pietro Nardini, Bartolomeo Campagnoli fait des tournées dans de nombreuses villes en Europe, notamment en Italie, il a des engagements à Freising et à Dresde. Il est l'un des distingués représentants de l'école italienne de violon, si réputée au cours du XVIIIe siècle. Il est longtemps Konzertmeister de l'Orchestre du Gewandhaus de Leipzig, avec une interruption de quelques années vers 1801, où il vit à Paris, ici il fait la connaissance de Luigi Cherubini et de Rodolphe Kreutzer.
Le 6 décembre 1808, il est initié en franc-maçonnerie dans la loge Minerva zu den drei Palmen de Leipzig.

## Œuvres
On lui doit un certain nombre de compositions, principalement pour son instrument. Par exemple :
- 41  Caprices op.22 pour alto
- ses célèbres Divertissements pour violon seul (de nos jours toujours à l'honneur dans les conservatoires de musique, ils offrent l'originalité de proposer des morceaux spécialement composés pour chacune des sept premières positions du violon, sont agréables musicalement et réunissent un vaste éventail de difficultés diverses, techniquement très enrichissantes) ;
- un concerto pour violon et orchestre ;
- une Nouvelle Méthode pour le Violon op.21 (1827) ;
- de nombreux duos pour flûte et violon, pour deux violons et pour violon et alto.

## Discographie
En 2022, l'altiste italien Marco Misciagna a sorti la première enregistrement mondial de Campagnoli 41 Caprices op.22 dans la version de Karl Albert Tottman.
Le CD album a recu deux Médailles d'Or aux Global Music Awards (La Jolla, Californie).